# Egisto Pandolfini
Egisto Pandolfini (Lastra a Signa, provincia de Florencia, Italia, 19 de febrero de 1926-29 de enero de 2019) fue un futbolista italiano. Se desempeñaba en la posición de centrocampista.

## Selección nacional
Fue internacional con la selección de fútbol de Italia en 21 ocasiones y marcó 9 goles. También debutó el 25 de junio de 1950, en un encuentro ante la selección de Suecia que finalizó con marcador de 3-2 a favor de los suecos.

### Participaciones en Copas del Mundo
| Mundial                        | Sede   | Resultado    |
| ------------------------------ | ------ | ------------ |
| Copa Mundial de Fútbol de 1950 | Brasil | Primera fase |
| Copa Mundial de Fútbol de 1954 | Suiza  | Primera fase |

## Clubes

### Como futbolista
| Club                | País   | Año       |
| ------------------- | ------ | --------- |
| A. C. F. Fiorentina | Italia | 1945-1946 |
| Empoli F. C.        | Italia | 1946-1947 |
| S. P. A. L. 1907    | Italia | 1947-1948 |
| A. C. F. Fiorentina | Italia | 1948-1952 |
| A. S. Roma          | Italia | 1952-1956 |
| Inter de Milán      | Italia | 1956-1958 |
| S. P. A. L. 1907    | Italia | 1958-1960 |
| Empoli F. C.        | Italia | 1960-1962 |

### Como entrenador
| Club         | País   | Año       |
| ------------ | ------ | --------- |
| Empoli F. C. | Italia | 1960-1962 |